# Nati nel 1991/Giugno
| Questa pagina contiene informazioni ricavate automaticamente dalle voci biografiche con l'ausilio del template Bio e di un bot. L'aggiornamento è periodico e automatico e ricostruisce completamente la pagina. Se manca una persona in questa lista, sei pregato di non aggiungerla, ma accertati piuttosto che la sua voce biografica contenga il template Bio e che i dati anagrafici siano correttamente compilati. Se il template Bio manca, inseriscilo tu stesso o, in alternativa, metti l'avviso {{tmp\|Bio}} che ne segnala la mancanza. Se i dati riportati sono sbagliati, correggi direttamente la voce biografica; le modifiche saranno visibili in questa lista entro pochi giorni. Per chiarimenti vedi il progetto biografie. La lista contiene solo le 472 persone che sono citate nell'enciclopedia e per le quali è stato implementato correttamente il template Bio. Pagina aggiornata al 18 ago 2025. |

- 1º giugno - Edwin Baker, giocatore di football americano statunitense
- 1º giugno - Zazie Beetz, attrice e modella statunitense
- 1º giugno - Thierry Bin, calciatore francese
- 1º giugno - Matteo Compagnoni, ex pattinatore di short track italiano
- 1º giugno - Ali Al-Dhanhani, calciatore emiratino
- 1º giugno - Micah Lea'alafa, calciatore e giocatore di calcio a 5 salomonese
- 1º giugno - Marco Mugnaini, pallanuotista italiano
- 1º giugno - Sindre Myrvold Welo, giocatore di calcio a 5 e calciatore norvegese
- 1º giugno - Nestoras Mytidīs, calciatore cipriota
- 1º giugno - Sally Peers, ex tennista australiana
- 1º giugno - Amy Pieters, ciclista su strada e pistard olandese
- 1º giugno - Kristoffer Stephensen, ex giocatore di calcio a 5 e calciatore norvegese
- 1º giugno - Ángel Tejeda, calciatore honduregno
- 1º giugno - Kevin van Veen, calciatore olandese
- 2 giugno - Alessandro Andreozzi, pilota motociclistico italiano
- 2 giugno - Haruna Jammeh, calciatore gambiano
- 2 giugno - Nicky Clark, calciatore scozzese
- 2 giugno - Karol Mondek, calciatore slovacco
- 2 giugno - Mediop Ndiaye, calciatore senegalese
- 2 giugno - Christabel Nettey, lunghista canadese
- 2 giugno - Alex Parker, direttore d'orchestra, compositore e produttore teatrale inglese
- 2 giugno - Rachel Rinast, calciatrice svizzera
- 2 giugno - Ryan Tyack, arciere australiano
- 2 giugno - Kristīne Vītola, cestista lettone
- 3 giugno - Tijana Ajduković, ex cestista serba
- 3 giugno - Pico Alexander, attore statunitense
- 3 giugno - Karvel Anderson, cestista statunitense
- 3 giugno - Frederic Berthold, ex sciatore alpino e sciatore freestyle austriaco
- 3 giugno - Natasha Dupeyrón, attrice e cantante messicana
- 3 giugno - Sebastian Eckner, pilota motociclistico tedesco
- 3 giugno - Daniil Glejchengauz, coreografo russo
- 3 giugno - Jan Hadrava, pallavolista e giocatore di beach volley ceco
- 3 giugno - Alessandro Iacobucci, ex calciatore italiano
- 3 giugno - Anouar Kali, ex calciatore marocchino
- 3 giugno - Jani Kovačič, pallavolista sloveno
- 3 giugno - Sarah McLaughlin, calciatrice neozelandese
- 3 giugno - Lindsey Moore, ex cestista e allenatrice di pallacanestro statunitense
- 3 giugno - Lutalo Muhammad, taekwondoka britannico
- 3 giugno - Giulia Rulli, ex cestista italiana
- 3 giugno - Sepp Schneider, ex combinatista nordico austriaco
- 3 giugno - Chase Tapley, ex cestista statunitense
- 3 giugno - Łukasz Teodorczyk, ex calciatore polacco
- 3 giugno - Bruno Uvini, calciatore brasiliano
- 3 giugno - Sami Vatanen, hockeista su ghiaccio finlandese
- 3 giugno - Urška Žganec, calciatrice slovena
- 4 giugno - Marco Aratore, ex calciatore svizzero
- 4 giugno - Mario Bauernfeind, mezzofondista e maratoneta austriaco
- 4 giugno - Tanja Dzjahileva, supermodella bielorussa
- 4 giugno - Ol'ga Aleksandrovna Girja, scacchista russa
- 4 giugno - Michael Habetin, giocatore di football americano austriaco
- 4 giugno - Jordan Hinson, attrice statunitense
- 4 giugno - Lorenzo Insigne, calciatore italiano
- 4 giugno - Daniel Jérent, schermidore francese
- 4 giugno - Zhi Gin Lam, calciatore tedesco
- 4 giugno - Rajiv van La Parra, calciatore olandese
- 4 giugno - José Lemos, atleta paralimpico e ex multiplista colombiano
- 4 giugno - Maikel Mesa, calciatore spagnolo
- 4 giugno - Roy Meyer, judoka olandese
- 4 giugno - Taylor Morris, slittinista statunitense
- 4 giugno - Michal Obročník, calciatore slovacco
- 4 giugno - Gonçalo Silva, calciatore portoghese
- 4 giugno - Kathryn Prescott, attrice e regista britannica
- 4 giugno - Megan Prescott, attrice britannica
- 4 giugno - Federico Santander, calciatore paraguaiano
- 4 giugno - Jérémy Serwy, calciatore belga
- 4 giugno - Ante Vukušić, calciatore croato
- 4 giugno - Zhang Guowei, altista cinese
- 5 giugno - Oday Aboushi, giocatore di football americano statunitense
- 5 giugno - Sören Bertram, ex calciatore tedesco
- 5 giugno - Martin Braithwaite, calciatore danese
- 5 giugno - Delano van Crooij, calciatore olandese
- 5 giugno - Maxime Daniel, ex ciclista su strada e pistard francese
- 5 giugno - Josh Evans, ex giocatore di football americano statunitense
- 5 giugno - Ricardo Goulart, ex calciatore brasiliano
- 5 giugno - Perttu Hyvärinen, fondista finlandese
- 5 giugno - Sapol Mani, calciatore togolese
- 5 giugno - Hikaru Minegishi, ex calciatore giapponese
- 5 giugno - Rowen Muscat, calciatore maltese
- 5 giugno - Cyril Dorand Nzeugang Domche, attore camerunese
- 5 giugno - Athanasios Petsos, calciatore tedesco
- 5 giugno - Alice Quarta, ex cestista italiana
- 5 giugno - Lisa Schmidla, canottiera tedesca
- 5 giugno - Margarita Vasil'eva, ex biatleta russa
- 5 giugno - Philipp Wobeto, bobbista e velocista tedesco
- 5 giugno - Branislav Ľupták, calciatore slovacco
- 6 giugno - Óscar Alvarado, cestista spagnolo
- 6 giugno - Bianca Botto, ex tennista peruviana
- 6 giugno - Giada Cecchetto, pallavolista italiana
- 6 giugno - Amir Ghafour, pallavolista iraniano
- 6 giugno - Nayib Lagouireh, ex calciatore belga
- 6 giugno - Giuseppe Mentasti, giocatore di calcio a 5 italiano
- 6 giugno - Musa Mohammed, calciatore keniota
- 6 giugno - Ashley Park, attrice statunitense
- 6 giugno - Elena Proietti, calciatrice italiana
- 7 giugno - Amer Omar, calciatore emiratino
- 7 giugno - Poppy Drayton, attrice britannica
- 7 giugno - Fetty Wap, rapper e cantante statunitense
- 7 giugno - Levente Juhos, cestista ungherese
- 7 giugno - Francis Kahata, calciatore keniota
- 7 giugno - Tommi Kivistö, hockeista su ghiaccio finlandese
- 7 giugno - Chiara La Porta, politica italiana
- 7 giugno - Dipna Lim Prasad, ostacolista e velocista singaporiana
- 7 giugno - Emily Ratajkowski, supermodella e attrice statunitense
- 7 giugno - Olivia Rogowska, ex tennista australiana
- 7 giugno - Cenk Tosun, calciatore tedesco
- 8 giugno - Ahmed Khalil, calciatore emiratino
- 8 giugno - Khalil Bani Attiah, calciatore giordano
- 8 giugno - João Lucas Cardoso, calciatore brasiliano
- 8 giugno - Júlio De Oliveira, giocatore di calcio a 5 brasiliano
- 8 giugno - Niels Giffey, cestista tedesco
- 8 giugno - Lee Yong-jae, calciatore sudcoreano
- 8 giugno - Hannes Ocik, canottiere tedesco
- 8 giugno - Dové Wome, calciatore togolese
- 9 giugno - Marta Ferrari, rugbista a 15 e ex judoka italiana
- 9 giugno - Jonathan Kazadi, cestista svizzero
- 9 giugno - Reggie Keely, cestista statunitense
- 9 giugno - Maciej Kot, saltatore con gli sci polacco
- 9 giugno - Sergiu Plătică, calciatore moldavo
- 9 giugno - Chika Sakuragi, ex cestista giapponese
- 9 giugno - Nico Siegrist, calciatore svizzero
- 9 giugno - Stepfan Taylor, giocatore di football americano statunitense
- 9 giugno - Alon Turgeman, calciatore israeliano
- 9 giugno - Kerwynn Williams, giocatore di football americano statunitense
- 9 giugno - Zhou Yang, pattinatrice di short track cinese
- 10 giugno - Angelica Armitano, calciatrice italiana
- 10 giugno - Mahama Awal, calciatore camerunese
- 10 giugno - Žandos Bižigitov, ex ciclista su strada kazako
- 10 giugno - Luca Carabetta, politico italiano
- 10 giugno - Antonio Delamea Mlinar, ex calciatore sloveno
- 10 giugno - Pol Espargaró, pilota motociclistico spagnolo
- 10 giugno - Juan Jesus, calciatore brasiliano
- 10 giugno - Stênio Júnior, calciatore brasiliano
- 10 giugno - Alexa Scimeca Knierim, pattinatrice artistica su ghiaccio statunitense
- 10 giugno - Michael Kuonen, bobbista svizzero
- 10 giugno - Vasyl' Pryjma, ex calciatore ucraino
- 10 giugno - Krisztián Simon, calciatore ungherese
- 10 giugno - Hulda Þorsteinsdóttir, astista islandese
- 10 giugno - Khalif Wyatt, cestista statunitense
- 11 giugno - Zied Azizi, ostacolista tunisino
- 11 giugno - Islam Bozbayev, judoka kazako
- 11 giugno - Charle Cournoyer, pattinatore di short track canadese
- 11 giugno - Emily Diamond, velocista britannica
- 11 giugno - Eduardo Espinilla, attore spagnolo
- 11 giugno - Nicolas Gétaz, calciatore svizzero
- 11 giugno - Dan Howell, conduttore radiofonico e youtuber inglese
- 11 giugno - Junshirō Kobayashi, saltatore con gli sci e ex combinatista nordico giapponese
- 11 giugno - Thorsten Röcher, calciatore e ex giocatore di calcio a 5 austriaco
- 11 giugno - Sasu Salin, cestista finlandese
- 11 giugno - Seydouba Soumah, calciatore guineano
- 11 giugno - Hayley Spelman, pallavolista statunitense
- 11 giugno - Ramu Tokashiki, cestista giapponese
- 11 giugno - Roberson Felipe dos Santos Ribeiro, ex calciatore brasiliano
- 12 giugno - Ramsin Azizsir, lottatore tedesco
- 12 giugno - Francesco Borghi, ex hockeista su ghiaccio italiano
- 12 giugno - Harry Cook, attore australiano
- 12 giugno - Antonio Fernández, arciere spagnolo
- 12 giugno - Avisail García, giocatore di baseball venezuelano
- 12 giugno - Sebastiano Gastaldi, sciatore alpino argentino
- 12 giugno - Louisa Jacobson, attrice statunitense
- 12 giugno - Alex Kakuba, calciatore ugandese
- 12 giugno - J.J. Mann, cestista statunitense
- 12 giugno - Ray McCallum, cestista statunitense
- 12 giugno - Murad Naji Hussein, calciatore qatariota
- 12 giugno - John Narváez, calciatore ecuadoriano
- 12 giugno - Jessie Reyez, cantautrice canadese
- 12 giugno - Ryang Chun-hwa, sollevatrice nordcoreana
- 12 giugno - Sebastián Solé, pallavolista argentino
- 12 giugno - Ellen Braga, pallavolista brasiliana
- 12 giugno - Irwin Ávalos, cestista messicano
- 13 giugno - Dario Betti, pattinatore artistico su ghiaccio italiano
- 13 giugno - Nicole Bonamino, hockeista in-line italiana
- 13 giugno - Barbara Bonansea, calciatrice italiana
- 13 giugno - Luke Bowanko, giocatore di football americano statunitense
- 13 giugno - Diego Martín Caballero, calciatore uruguaiano
- 13 giugno - Will Claye, triplista e lunghista statunitense
- 13 giugno - Matteo Dell'Acqua, rugbista a 15 italiano
- 13 giugno - Aurimas Didzbalis, sollevatore lituano
- 13 giugno - Enzo Guerrero, calciatore cileno
- 13 giugno - Stefany Hernández, ciclista di BMX venezuelana
- 13 giugno - Hana Jiříčková, modella ceca
- 13 giugno - Iryna Kindzers'ka, judoka ucraina
- 13 giugno - Marizol Landázuri, velocista ecuadoriana
- 13 giugno - Piermaria Leso, rugbista a 15 italiano
- 13 giugno - Ryan Mason, allenatore di calcio e ex calciatore inglese
- 13 giugno - Katie Moon, astista statunitense
- 13 giugno - Nicolás Peñailillo, calciatore cileno
- 13 giugno - Lorenzo Reyes, calciatore cileno
- 13 giugno - Ricardo van Rhijn, calciatore olandese
- 13 giugno - Diego Rubio, ex ciclista su strada spagnolo
- 13 giugno - Eduardo Sepúlveda, ciclista su strada e pistard argentino
- 13 giugno - Tomáš Staněk, pesista ceco
- 13 giugno - Anton Zabolotnyj, calciatore russo
- 13 giugno - Lucas Gaúcho, calciatore brasiliano
- 14 giugno - Nazir Abdullaev, lottatore russo
- 14 giugno - Erick Barrondo, marciatore guatemalteco
- 14 giugno - André Carrillo, calciatore peruviano
- 14 giugno - Dalila Domizi, ex cestista italiana
- 14 giugno - Amr el-Gendi, cestista egiziano
- 14 giugno - Laura Gotti, maratoneta e ultramaratoneta italiana
- 14 giugno - Filip Kurto, calciatore polacco
- 14 giugno - Faton Maloku, calciatore kosovaro
- 14 giugno - Kōstas Manōlas, calciatore greco
- 14 giugno - Alassane N'Diaye, calciatore francese
- 14 giugno - Dieumerci Ndongala, calciatore congolese (Repubblica Democratica del Congo)
- 14 giugno - Fethi Nourine, judoka algerino
- 14 giugno - Al'ona Al'ona, cantante e rapper ucraina
- 14 giugno - Dobriana Rabadžieva, pallavolista bulgara
- 14 giugno - Sardor Rashidov, calciatore uzbeko
- 14 giugno - Anne-Marie Rindom, velista danese
- 14 giugno - Diandra Tchatchouang, ex cestista francese
- 15 giugno - Zlatan Alomerović, calciatore serbo
- 15 giugno - Kristina Bannikova, calciatrice estone
- 15 giugno - Noël van 't End, judoka olandese
- 15 giugno - Artëm Gorlanov, ex cestista russo
- 15 giugno - Pascal Groß, calciatore tedesco
- 15 giugno - Chrystyna Macko, cestista ucraina
- 15 giugno - Monique Mead, pallavolista statunitense
- 15 giugno - Valtteri Moren, ex calciatore finlandese
- 15 giugno - Braian Romero, calciatore argentino
- 15 giugno - Toms Skujiņš, ciclista su strada lettone
- 15 giugno - David Wilson, ex triplista e ex giocatore di football americano statunitense
- 16 giugno - Hassan Chaitou, calciatore libanese
- 16 giugno - Mekseb Debesay, ciclista su strada eritreo
- 16 giugno - Stefan Denković, calciatore montenegrino
- 16 giugno - Fazliddin G'oibnazarov, pugile uzbeko
- 16 giugno - Caroline Jarmoc, pallavolista canadese
- 16 giugno - Siya Kolisi, rugbista a 15 sudafricano
- 16 giugno - Klemen Kosi, sciatore alpino sloveno
- 16 giugno - Lim Young-woong, cantante sudcoreano
- 16 giugno - Giulia Martinelli, siepista italiana
- 16 giugno - Ozz6y, rapper somalo
- 16 giugno - Joe McElderry, cantante britannico
- 16 giugno - Cherrie, cantante norvegese
- 16 giugno - Katarina Mögenburg, altista norvegese
- 16 giugno - Nemanja Nedović, cestista serbo
- 16 giugno - Jota, ex calciatore spagnolo
- 16 giugno - Eduard Popp, lottatore tedesco
- 16 giugno - Devon Sandoval, ex calciatore statunitense
- 16 giugno - Carlos Septus, calciatore anglo-verginiano
- 16 giugno - Sergio Unrein, calciatore argentino
- 16 giugno - Tameka Yallop, calciatrice australiana
- 17 giugno - Robert Berič, calciatore sloveno
- 17 giugno - Leandro Cabrera, calciatore uruguaiano
- 17 giugno - Mike Carlson, cestista statunitense
- 17 giugno - Grégoire Defrel, calciatore francese
- 17 giugno - Jared Goldberg, sciatore alpino statunitense
- 17 giugno - Tim Koleto, danzatore su ghiaccio statunitense
- 17 giugno - Ali Küçik, calciatore turco
- 17 giugno - Staz Nair, attore e modello britannico
- 17 giugno - Manuel Pucciarelli, calciatore italiano
- 17 giugno - Patrick Wleh, ex calciatore liberiano
- 17 giugno - Lucas Zen, calciatore brasiliano
- 18 giugno - Nemanja Čović, calciatore serbo
- 18 giugno - Zurab Datunashvili, lottatore georgiano
- 18 giugno - Ermanno Feliciani, arbitro di calcio italiano
- 18 giugno - Willa Holland, attrice e modella statunitense
- 18 giugno - Yahya Jabrane, calciatore e ex giocatore di calcio a 5 marocchino
- 18 giugno - Maurício Kozlinski, calciatore brasiliano
- 18 giugno - Marta Křepelková, ex saltatrice con gli sci ceca
- 18 giugno - Brent McGrath, ex calciatore australiano
- 18 giugno - Malela Mutuale, cestista francese
- 18 giugno - Collin Quaner, ex calciatore tedesco
- 18 giugno - Da'Rick Rogers, giocatore di football americano statunitense
- 18 giugno - Rasmus Schüller, calciatore finlandese
- 18 giugno - Rafaelle Souza, calciatrice brasiliana
- 18 giugno - Anna Swenn Larsson, sciatrice alpina svedese
- 18 giugno - Larry Warford, giocatore di football americano statunitense
- 18 giugno - Ondřej Zahustel, calciatore ceco
- 18 giugno - Artūrs Zjuzins, calciatore lettone
- 19 giugno - Walt Aikens, giocatore di football americano statunitense
- 19 giugno - Fatjon Andoni, calciatore albanese
- 19 giugno - Nikita Balašov, cestista russo
- 19 giugno - Lucky Baloyi, calciatore sudafricano
- 19 giugno - María Belibasáki, velocista greca
- 19 giugno - Riccardo Cervi, ex cestista italiano
- 19 giugno - Justine Colley, ex cestista canadese
- 19 giugno - Edwin Coratti, snowboarder italiano
- 19 giugno - Doriana De Palo, calciatrice italiana
- 19 giugno - Nicolai Geertsen, calciatore danese
- 19 giugno - Alan Henrique, calciatore brasiliano
- 19 giugno - Andrej Kramarić, calciatore croato
- 19 giugno - Ludwig Rieder, slittinista italiano
- 19 giugno - Neta Rivkin, ex ginnasta israeliana
- 19 giugno - Daniel Schütz, ex calciatore austriaco
- 19 giugno - Dilsher Shanky, wrestler indiano
- 19 giugno - Mile Škorić, calciatore croato
- 19 giugno - Laura Spreafico, cestista italiana
- 19 giugno - Evelyne Tschopp, judoka svizzera
- 19 giugno - Katrine Veje, calciatrice danese
- 19 giugno - Maksim Žestokov, calciatore russo
- 20 giugno - Hannah Diamond, cantante inglese
- 20 giugno - John DiBartolomeo, cestista statunitense
- 20 giugno - Petar Đuričković, calciatore serbo
- 20 giugno - Touty Gandega, cestista francese
- 20 giugno - Philip Heise, calciatore tedesco
- 20 giugno - Sara Hutinski, pallavolista slovena
- 20 giugno - Kalidou Koulibaly, calciatore senegalese
- 20 giugno - Ruby Modine, attrice e cantante statunitense
- 20 giugno - Princewill Okachi, calciatore nigeriano
- 20 giugno - Sintayehu Sallallich, calciatore israeliano
- 20 giugno - Rasmus Lauge Schmidt, pallamanista danese
- 20 giugno - Rick ten Voorde, ex calciatore olandese
- 21 giugno - Josh Andrews, giocatore di football americano statunitense
- 21 giugno - Jake Ball, rugbista a 15 britannico
- 21 giugno - Fakhreddine Ben Youssef, calciatore tunisino
- 21 giugno - Kévin Boli, calciatore francese
- 21 giugno - Taccjana Chaladovič, giavellottista bielorussa
- 21 giugno - Tyler Childers, cantautore statunitense
- 21 giugno - Brice Dahité, calciatore francese
- 21 giugno - Samuel Deguara, cestista maltese
- 21 giugno - Ansumane Faty, calciatore guineense
- 21 giugno - Arnas Fedaravicius, attore lituano
- 21 giugno - Ricky van Haaren, ex calciatore olandese
- 21 giugno - Georgina Hagen, attrice inglese
- 21 giugno - Gaël Kakuta, calciatore francese
- 21 giugno - Min, cantante, attrice e modella sudcoreana
- 21 giugno - Revaz Nadareishvili, lottatore georgiano
- 21 giugno - Pablo Nascimento Castro, calciatore brasiliano
- 21 giugno - Stefano Piva, hockeista su ghiaccio italiano
- 21 giugno - Jonathan Richard, calciatore olandese
- 21 giugno - Vincenzo Serpico, canottiere italiano
- 21 giugno - Faysal Shayesteh, calciatore afghano
- 21 giugno - Luka Tankulić, calciatore tedesco
- 21 giugno - Jeremy Tyler, cestista statunitense
- 21 giugno - Andrea del Río, attrice spagnola
- 22 giugno - Franko Andrijašević, calciatore croato
- 22 giugno - Chakir Ansari, lottatore francese
- 22 giugno - Valentina Cernoia, calciatrice italiana
- 22 giugno - Laetitia Darche, modella mauriziana
- 22 giugno - Despina Georgiadou, schermitrice greca
- 22 giugno - Katie Jarvis, attrice britannica
- 22 giugno - Emil Larsen, calciatore danese
- 22 giugno - Lucas Galvão, calciatore brasiliano
- 22 giugno - Hugo Mallo, calciatore spagnolo
- 22 giugno - Oriana Milazzo, ex cestista italiana
- 22 giugno - Jens Frederik Nielsen, politico e giocatore di badminton groenlandese
- 22 giugno - Ambroise Oyongo, calciatore camerunese
- 22 giugno - Fran Cruz, calciatore spagnolo
- 22 giugno - César de la Peña, ex calciatore messicano
- 23 giugno - Ryōhei Arai, giavellottista giapponese
- 23 giugno - Katie Armiger, cantante statunitense
- 23 giugno - Yityish Aynaw, modella etiope
- 23 giugno - Rúben Brígido, calciatore portoghese
- 23 giugno - Pierrick Cros, ex calciatore francese
- 23 giugno - Dyjan, calciatore brasiliano
- 23 giugno - Shirley Ferrer, pallavolista portoricana
- 23 giugno - Dimeo van der Horst, cestista olandese
- 23 giugno - Pavel Ilyashenko, pentatleta kazako
- 23 giugno - Tyler Lissette, calciatore neozelandese
- 23 giugno - Romain Lissorgue, arbitro di calcio francese
- 23 giugno - Kazuaki Mawatari, calciatore giapponese
- 23 giugno - Malena Morgan, ex attrice pornografica statunitense
- 23 giugno - Ismael Romero, cestista cubano
- 23 giugno - Gabriela Román, pallavolista portoricana
- 23 giugno - Erlon Silva, canoista brasiliano
- 23 giugno - Chiara Simeoni, calciatrice italiana
- 23 giugno - Fran Vélez, calciatore spagnolo
- 23 giugno - Kaj Leo í Bartalsstovu, calciatore faroese
- 24 giugno - Mutaz Essa Barshim, altista qatariota
- 24 giugno - Moez Ben Cherifia, calciatore tunisino
- 24 giugno - Arfang Daffé, calciatore senegalese
- 24 giugno - Max Ehrich, attore, ballerino e cantante statunitense
- 24 giugno - Javlon Guseynov, calciatore uzbeko
- 24 giugno - Devon Kennard, giocatore di football americano statunitense
- 24 giugno - Lasan Kromah, cestista statunitense
- 24 giugno - Lee Jung-hyup, calciatore sudcoreano
- 24 giugno - Jennifer Lombardo, sollevatrice italiana
- 24 giugno - Hiba Abu Nada, poetessa e romanziera palestinese († 2023)
- 24 giugno - Aleh Patocki, ex calciatore bielorusso
- 24 giugno - Macy Ubben, pallavolista statunitense
- 24 giugno - John Urschel, ex giocatore di football americano canadese
- 24 giugno - Jan Ziobro, ex saltatore con gli sci polacco
- 25 giugno - Ilir Berisha, ex calciatore kosovaro
- 25 giugno - Jessika Carr, wrestler statunitense
- 25 giugno - Soner Demirtaş, lottatore turco
- 25 giugno - Al Hassan Saleh, calciatore emiratino
- 25 giugno - Annie Foreman-Mackey, ex pistard e ex ciclista su strada canadese
- 25 giugno - Esmaël Gonçalves, calciatore portoghese
- 25 giugno - Günay Güvenç, calciatore turco
- 25 giugno - Kyōsuke Hamao, attore, cantante e modello giapponese
- 25 giugno - Rony Hanselmann, calciatore liechtensteinese
- 25 giugno - Shōta Iizuka, velocista giapponese
- 25 giugno - Karamo Jawara, cestista norvegese
- 25 giugno - Boban Jović, ex calciatore sloveno
- 25 giugno - C.J. Leslie, ex cestista statunitense
- 25 giugno - Jack Lisowski, giocatore di snooker inglese
- 25 giugno - Diego Maurício, calciatore brasiliano
- 25 giugno - Cleveland Melvin, cestista statunitense
- 25 giugno - Miguel Montaño, ex calciatore colombiano
- 25 giugno - Luca Parlato, canottiere italiano
- 25 giugno - Lauren Perdue, nuotatrice statunitense
- 25 giugno - Milan Radin, calciatore serbo
- 25 giugno - Kyah Simon, calciatrice australiana
- 25 giugno - Christa Théret, attrice francese
- 25 giugno - Victor Wanyama, calciatore keniano
- 25 giugno - Anna Zaja, tennista tedesca
- 25 giugno - Simone Zaza, ex calciatore italiano
- 25 giugno - Khairul Nizam, ex calciatore singaporiano
- 26 giugno - Sasha Aneff, ex calciatore uruguaiano
- 26 giugno - Angélique Duchemin, pugile francese († 2017)
- 26 giugno - Vegar Eggen Hedenstad, calciatore norvegese
- 26 giugno - Diego Falcinelli, calciatore italiano
- 26 giugno - Andre Gray, calciatore giamaicano
- 26 giugno - Natsuki Hanae, doppiatore giapponese
- 26 giugno - Rahlir Hollis-Jefferson, cestista statunitense
- 26 giugno - Lion Kaak, calciatore olandese
- 26 giugno - Fabian Kluckert, attore e doppiatore tedesco
- 26 giugno - Mateusz Kuzimski, calciatore polacco
- 26 giugno - Milica Mijatović, calciatrice serba
- 26 giugno - Christopher Moen, giocatore di calcio a 5 e calciatore norvegese
- 26 giugno - Martin Pospíšil, calciatore ceco
- 26 giugno - Stanislav Pryčynenko, ex calciatore ucraino
- 26 giugno - Luis Enrique Quiñones, calciatore colombiano
- 26 giugno - Juan Respuela, ex calciatore argentino
- 26 giugno - Saúl Villalobos, ex calciatore messicano
- 26 giugno - Simon Zoller, ex calciatore tedesco
- 27 giugno - Baiba Bendika, biatleta lettone
- 27 giugno - Jordy Clasie, calciatore olandese
- 27 giugno - Pascal Hollenstein, ex giocatore di football americano e allenatore di football americano svizzero
- 27 giugno - Berita, cantante zimbabwese
- 27 giugno - Julian Le Play, cantante austriaco
- 27 giugno - Marcos Vinícius Gomes Nascimento, ex calciatore brasiliano
- 27 giugno - Melanie Meilinger, ex sciatrice alpina e sciatrice freestyle austriaca
- 27 giugno - Darko Mišić, calciatore croato
- 27 giugno - Germán Pezzella, calciatore argentino
- 27 giugno - Denys Prokopenko, militare ucraino
- 27 giugno - Enzo Prono, ex calciatore paraguaiano
- 27 giugno - Nicolas Raffort, sciatore freestyle e ex sciatore alpino francese
- 27 giugno - Sean Shelton, ex giocatore di football americano statunitense
- 27 giugno - Oliver Stark, attore britannico
- 27 giugno - Madylin Sweeten, attrice e comica statunitense
- 27 giugno - Jevhen Tkačuk, calciatore ucraino
- 27 giugno - Davide Villella, ex ciclista su strada italiano
- 27 giugno - Haruka Yamazaki, doppiatrice giapponese
- 28 giugno - Bru-C, rapper e produttore discografico britannico
- 28 giugno - Kevin De Bruyne, calciatore belga
- 28 giugno - Dener Assunção Braz, calciatore brasiliano († 2016)
- 28 giugno - Aderinsola Eseola, calciatore ucraino
- 28 giugno - Vladimir Golemić, calciatore serbo
- 28 giugno - Aldora Itunu, rugbista a 15 neozelandese
- 28 giugno - Shaun de Jager, velocista sudafricano
- 28 giugno - Kang Min-hyuk, attore, musicista e cantautore sudcoreano
- 28 giugno - Anastasija Maksimova, ginnasta russa
- 28 giugno - Joe McKeehen, giocatore di poker statunitense
- 28 giugno - Tom Naylor, calciatore inglese
- 28 giugno - Artem Pyvovarov, cantante ucraino
- 28 giugno - Seohyun, cantante e attrice sudcoreana
- 28 giugno - Will Stevens, pilota automobilistico britannico
- 28 giugno - Hugh Thornton, giocatore di football americano statunitense
- 28 giugno - Jon Gaztañaga, calciatore spagnolo
- 28 giugno - Daniel Zovatto, attore costaricano
- 29 giugno - Pierre Adrian, scrittore e giornalista francese
- 29 giugno - Júlio Alves, ex calciatore portoghese
- 29 giugno - Rachid Bouhenna, calciatore francese
- 29 giugno - Tanguy Cosyns, hockeista su prato belga
- 29 giugno - Jason Davidson, calciatore australiano
- 29 giugno - Jonathan Gilling, ex cestista danese
- 29 giugno - Dávid Guba, calciatore slovacco
- 29 giugno - Thomas Lehne Olsen, calciatore norvegese
- 29 giugno - Kawhi Leonard, cestista statunitense
- 29 giugno - Jahenns Manigat, cestista canadese
- 29 giugno - Cătălin-Petru Preda, tuffatore rumeno
- 29 giugno - Suk Hyun-jun, calciatore sudcoreano
- 29 giugno - Addison Timlin, attrice e cantante statunitense
- 29 giugno - Gutieri Tomelin, calciatore brasiliano
- 29 giugno - Andrej Zubkov, cestista russo
- 30 giugno - Kevin Ellis, ex calciatore statunitense
- 30 giugno - Margaret, cantante polacca
- 30 giugno - Tsepo Mathibelle, maratoneta lesothiano
- 30 giugno - Marko Obradović, calciatore serbo
- 30 giugno - Nicole Row, musicista, cantante e cantautrice statunitense
- 30 giugno - Nikola Vasiljević, calciatore serbo